# José Ignacio Borrero
José Ignacio Borrero (* 10. März 1921 in Bogotá; † 5. Mai 2004 in Cali) war ein kolumbianischer Ornithologe.

## Leben
Borrero war der Sohn von Ángel María Borrero und Dolores Higuera. Seinen frühen Einstieg in die Naturwissenschaften verdankte er der Ermutigung seiner Mutter und des Agraringenieurs Gustavo García, der später auch sein Schwiegervater werden sollte. 1939 fasste Borrero den Entschluss, Naturforscher zu werden. Er ging an das Instituto Botánico, aus dem bald darauf das Instituto de Ciencias Naturales wurde. Zunächst arbeitete er als Assistent für Entomologie unter der Leitung des Insektenkundlers Luis María Murillo und ab 1940 wurde er Assistent für Ornithologie bei Federico Carlos Lehmann, der bis 1951 sein Chef war. Anschließend übernahm Borrero von Lehmann die Position des leitenden Ornithologen des Instituts. In dieser erste Phase seiner wissenschaftlichen Laufbahn veröffentlichte Borrero zahlreiche Schriften taxonomischer Natur. Er begleitete botanische Expeditionen, vor allem an die Hänge des Orinoco und des Amazonas, wo er ornithologisches Material zusammentrug. Auf dem Altiplano, wo es noch viele ausgedehnte Feuchtgebiete wie die Laguna de la Herrera gab, verband Borrero sein wissenschaftliches Interesse an Vögeln mit seiner Leidenschaft für die Jagd, was der entstehenden Sammlung deutlich zugutekam. Ein zweiter Aspekt seiner ornithologischen Arbeit war die Taxidermie.
In mehreren Artikeln widmete sich Borrero ökologischen Aspekten sowie der Naturgeschichte im Allgemeinen. In seinen Miscellaneous notes on Asio flammeus bogotensis in Colombia hat er beispielsweise zahlreiche Beobachtungen zu Lebensraum, Ernährung, Nistplatz, Wachstum und Verhalten der Küken der kolumbianischen Sumpfohreule festgehalten. Zudem bebilderte er diesen Artikel mit Fotos von erwachsenen Vögeln, Nestlingen sowie zum Nestverteidigungsverhalten, darunter eine ausgezeichnete Fotografie, das einen erwachsenen Vogel zeigt, der den Fotografen frontal attackiert. 1955 veröffentlichte er die erste detaillierte Beschreibung eines Nestes des Kleinschwalbenseglers (Panyptila cayennensis).
1958 veröffentlichte er Aves de Caza Colombianas, Parte Anatidae  mit Anmerkungen zur Naturgeschichte, Verbreitungskarten und 23 Arten, die von José Vicente Rivera mit Bleistift in ihrer natürlichen Umgebung illustriert wurden. Im Oktober 1962 zog er mit seiner Familie nach Medellín. Die damalige Facultad Nacional de Agronomía e Instituto Forestal der Universidad Nacional de Colombia, die in ihren Ausbildungsprogrammen für Agrar- und Forstingenieure einen starken ökologischen Bezug aufwies, holte ihn in eine Gruppe von Naturwissenschaftlern, der die Entomologen Francisco Luis Gallego und Nelson Delgado, der Botaniker Gabriel Gutiérrez sowie die Ökologen César Pérez und Luis Sigifredo Espinal angehörten. Borrero wurde Professor im Lehrgang Wildtiermanagement und begann, die Studenten für Tiere zu sensibilisieren. Er legte eine kleine Vogelsammlung an und bereitete zwei Vitrinen mit einer Reihe seiner taxidermischen Präparate vor.
1963 erschien der Artikel El Lago de Tota, der in der Revista Facultad Nacional de Agronomía veröffentlicht wurde. Es ist eine umfassende Einschätzung des Erhaltungszustands des Totasees, über den zur damaligen Zeit wissenschaftlich nur wenig bekannt war, abgesehen von den spärlichen Informationen der Entenjäger und der Bauern an seinen Ufern. In seinem Büro in Medellín hatte Borrero Kontakte mit internationalen Naturforschern, darunter mit dem deutschen Ornithologen Jürgen Haffer sowie mit Martin Moynihan, dem damaligen Direktor des Smithsonian Tropical Research Institute in der Panamakanalzone.
Ende 1964 schied Borrero aus der Universidad Nacional de Colombia aus und zog mit seiner Familie nach Cali, um an der Universidad del Valle den Fachbereich Biologie zu gründen und zu leiten, der zunächst der Fakultät für Gesundheit angehörte und bald darauf in die im Entstehen begriffene Fakultät für Naturwissenschaften integriert wurde.
Borrero erneuerte sein Engagement auf dem Gebiet der Öffentlichkeitsarbeit und verfasste 1967 eine neue Fassung seiner Schrift Mamíferos Neotropicales sowie 1972 eine neue und überarbeitete Version von Aves de Caza Colombianas, in der etwa 120 Arten beschrieben und illustriert wurden. Er gründete die Zeitschrift Boletín del Departamento de Biología, um die Projektergebnisse, die bereits konkretisiert waren, weit zu verbreiten. 1972 veröffentlichte er eine detaillierte Studie über den Kuhreiher in Kolumbien. Mit Unterstützung von Luis Sigifredo Espinal gründete und förderte er das Herbarium der Universidad del Valle, das heute zu den bedeutendsten des Landes gehört.
1969 begann Borrero mit dem systematischen Sammeln im Rahmen seines Großprojekts zur Untersuchung der Verbreitung der Avifauna des Departements Valle del Cauca. Zum Zeitpunkt seines Ausscheidens aus der Universität im Jahr 1972 umfasste die Vogelsammlung mehr als 4000 Exemplare, das sind etwa 80 % des heutigen Bestandes. Anschließend setzte Borrero bis 1982 seine akademische Arbeit fort.

## Auszeichnungen und Dedikationsnamen
1962 erhielt Borrero ein Stipendium der John-Guggenheim-Stiftung, mit dem er mehrere Museen in den Vereinigten Staaten besuchen konnte. 1974 verlieh ihm die Universidad del Valle die Titel Professor Emeritus und Doctor honoris causa. Im Jahr 1983 wurde er zum ersten Ehrenmitglied der Sociedad Vallecaucana de Ornitología ernannt. 1951 ehrten ihn Lester L. Snyder und Harry G. Lumsden im Epitheton von Spatula cyanoptera borreroi, einer kolumbianischen Unterart der Zimtente, die seit den 1990er Jahren nicht mehr gesichtet wurde und seitdem als möglicherweise ausgestorben gilt.